# Bangai-O
Bangai-O (爆裂無敵 バンガイオー?, Bakuretsu Muteki Bangaiō) è un videogioco sviluppato da Treasure e pubblicato nel 1999 da ESP per Nintendo 64. Originalmente distribuito solo in Giappone, il gioco è stato convertito per Sega Dreamcast e distribuito anche in Europa e Stati Uniti d'America.
Il videogioco ha ricevuto un sequel per Nintendo DS denominato Bangai-O Spirits (2008) e un remake per Xbox 360 dal titolo Bangai-O HD (2011).

## Modalità di gioco
Remake del videogioco Hover Attack (ホバーアタック?) (1983) per Sharp X1, Bangai-O è uno shoot 'em up composto da 44 livelli.
Nella versione distribuita su Xbox Live è presente una modalità multigiocatore.